# Línea A (Ushuaia)
La Línea A es un servicio de pasajeros del transporte de la ciudad de Ushuaia, es operada por la empresa Ushuaia Integral S.E.
El servicio de la línea A opera todos los días desde las 5:30 hasta las 00:00 desde Teodoro Mendoza y Pioneros fueguinos.
La flota de la línea A consiste de 3 vehículos OF 1519 Mercedes Benz de carrocería La Favorita Favorito GR con capacidad de 33 pasajeros c/u.
El servicio cuesta en 2024 $800 para el boleto común, $200 para el escolar, $200 el secundario, $400 universitario, social $320 y discapacidad es sin cargo. Esto representa un aumento del 841% del precio de 2023. Este ramal cuenta con servicio de tarjeta electrónica.

## Recorrido
Servicio diurno 
| BUS2 | KBHFa |

|  | BHF |

|  | BHF |

|  | BHF |

|  | BHF |

|  | BHF |

|  | BHF |

|  | BHF |

|  | BHF |

|  | BHF |

|  | BHF |

|  | BHF |

|  | BHF |

|  | BHF |

|  | BHF |

|  | BHF |

|  | BHF |

|  | BHF |

|  | BHF |

|  | BHF |

|  | STR |

|  | BHF |

|  | BHF |

|  | BHF |

|  | BHF |

|  | BHF |

|  | BHF |

|  | BHF |

|  | BHF |

|  | BHF |

|  | BHF |

|  | BHF |

|  | BHF |

|  | BHF |

|  | BHF |

|  | BHF |

|  | BHF |

|  | BHF |

|  | BHF |

|  | BHF |

|  | BHF |

|  | KBHFe |